# Orhan Ak
Orhan Ak (* 29. September 1979 in Adapazarı) ist ein ehemaliger türkischer Fußballspieler und aktueller Trainer.

## Karriere

### Verein
Orhan machte sein Debüt im Jahr 1996 im Trikot von Kocaelispor. Dort spielte er als Innenverteidiger bis zur Saison 2003/04. Im Juli 2003 wechselte er zum Traditionsklub Galatasaray Istanbul. Mit Galatasaray wurde Ak in der Saison 2004/05 türkischer Pokalsieger und in der Saison 2005/06 türkischer Meister. 
Bis zur Saison 2007/08 war Orhan Stammspieler für die Gelb-Roten, jedoch wurde er von Karl-Heinz Feldkamp nicht mehr berücksichtigt. Kurz vor der Schließung der Sommertransferperiode ging er auf Leihbasis zu Ankaraspor. Nach der Saison bei Ankaraspor änderte sich nichts an seiner Situation und er wechselte ablösefrei zu Antalyaspor. 
Zur Spielzeit Saison 2010/11 wechselte er auf besonderen Wunsch vom Trainer Bülent Uygun, erneut innerhalb der Süperlig zu Aufsteiger Bucaspor. Kurze Zeit nach dem Rücktritt von Uygun wurde Ak von der Vereinsführung beurlaubt. Zur anstehenden Saison tat sich Ak schwer einen neuen Verein zu finden. Erst am Ende der Transferperiode einigte er sich mit dem Zweitligisten für die Dauer einer Saison.
Im Sommer 2012/13 heuerte er in der neuen Wirkungsstätte von Bülent Uygun, beim Aufsteiger Sanica Boru Elazığspor, an.
Nachdem sein Vertrag mit Elazığspor zum Sommer 2013 ausgelaufen war, wechselte er ablösefrei zum Erstligaabsteiger Istanbul Büyükşehir Belediyespor. Im Sommer 2015 beendete er bei diesem Verein, der in der Zwischenzeit seinen Namen in Istanbul Başakşehir FK umgeändert hatte, seine Karriere.

### Nationalmannschaft
Ak begann früh für die türkische Nationalmannschaft aufzulaufen. So durchlief er die meisten türkischen Jugendnationalmannschaften und debütierte im Trikot der türkischen Nationalmannschaft am 18. Februar 2004 im Freundschaftsspiel gegen Dänemark. Insgesamt absolvierte er für die Türkei drei A-Länderspiele.
Mit der Türkische U-21-Nationalmannschaft nahm er das erste Mal in der Verbandsgeschichte an einer U-21-Fußball-Europameisterschaft, der U-21-EM 2000, teil. Hier schied man jedoch bereits in der Gruppenphase aus.

## Trainerkarriere
Nach seiner aktiven Karriere wurde Ak im November 2016 Co-Trainer von Abdullah Avcı bei Istanbul Başakşehir FK. Die Zusammenarbeit zwischen den beiden ging bei den Stationen bei Beşiktaş Istanbul und Trabzonspor weiter. Nach dem Avcı Trabzonspor im März 2023 verließ, wurde Orhan Ak zuerst interimsweise Cheftrainer der Mannschaft. Mit dem neugewählten Präsidenten Ertuğrul Doğan einigte sich Ak bis zum Ende der Spielzeit 2022/23. Nach der Pokalniederlage gegen MKE Ankaragücü trat Ak am 4. April 2023 zurück.

## Erfolge
Mit Kocaelispor
- - Tabellenfünfter der Süper Lig (1): 1998/99
  - Türkischer Pokalsieger (2): 1996/97, 2001/02

Mit Galatasaray Istanbul
- - Türkischer Meister (1): 2005/06
  - Türkischer Pokalsieger (1): 2004/05

Mit Istanbul BB
- - Meister der TFF 1. Lig und Aufstieg in die Süper Lig: 2013/14

Türkische U-21-Nationalmannschaft
- - Teilnahme an der U-21-Fußball-Europameisterschaft (1): 2000

Individuell
- - Ihm gelang das erste Tor Bucaspors in der höchsten türkischen Spielklasse, der Süper Lig.[4]